# لووچانتسی
لووچانتسی (به بلغاری: Lovchantsi) یک منطقهٔ مسکونی در بلغارستان است که در شهرستان دوبریچکا واقع شده‌است.